# Período Heian
El Período Heian (平安時代 Heian jidai?) es el último período de la época clásica de la historia japonesa, entre los años 794 a 1185, en el que la capital era Heian-kyō, posteriormente conocida como Kioto.
Es el período de la historia japonesa en que el confucianismo y otras influencias alcanzaron su punto máximo. El período Heian se considera también la cumbre de la corte imperial japonesa y es destacado por su arte, en especial la poesía y la literatura.

## Historia
El período Heian fue precedido por el período Nara y comenzó en 794 después del traslado de la capital de Japón a Heian-kyō (平安京, actualmente Kioto), por el 50.º emperador, Kanmu. Se lo considera un punto alto en la cultura japonesa que las generaciones posteriores siempre han admirado.  Este período también es notable por el auge de la clase de los samurái, que en su momento toman el poder e inician el período feudal de Japón.
Nominalmente, la soberanía yace en el emperador, pero de hecho el poder era ejercido por la nobleza Fujiwara. Sin embargo, para proteger sus intereses en las provincias, los Fujiwara y otras familias nobles requirieron de guardias, policía y soldados. La clase guerrera obtuvo continuos beneficios a lo largo del período Heian. Ya en 939, Taira no Masakado amenazó la autoridad del gobierno central, dirigiendo un levantamiento en la provincia oriental de Hitachi, y casi simultáneamente, Fujiwara no Sumitomo se rebeló al occidente. Incluso, la toma militar se prolongó por siglos, cuando buena parte de la fortaleza del gobierno recaería al interior de los ejércitos privados del shogunato.
La influencia de la incursión de la clase guerrera en la corte fue resultado de la  Rebelión Hōgen.  En este momento Taira no Kiyomori revivió la tradición Fujiwara colocando a su nieto en el trono para gobernar a Japón por regencia. Su clan (el clan Taira) no sería expulsado hasta después de la Guerra de Genpei, que marcó el inicio del shogunato. El período Kamakura comenzó en 1185 cuando Minamoto no Yoritomo retuvo el poder de los emperadores y estableció un bakufu, el shogunato de Kamakura, en Kamakura.

### La Regencia de Fujiwara

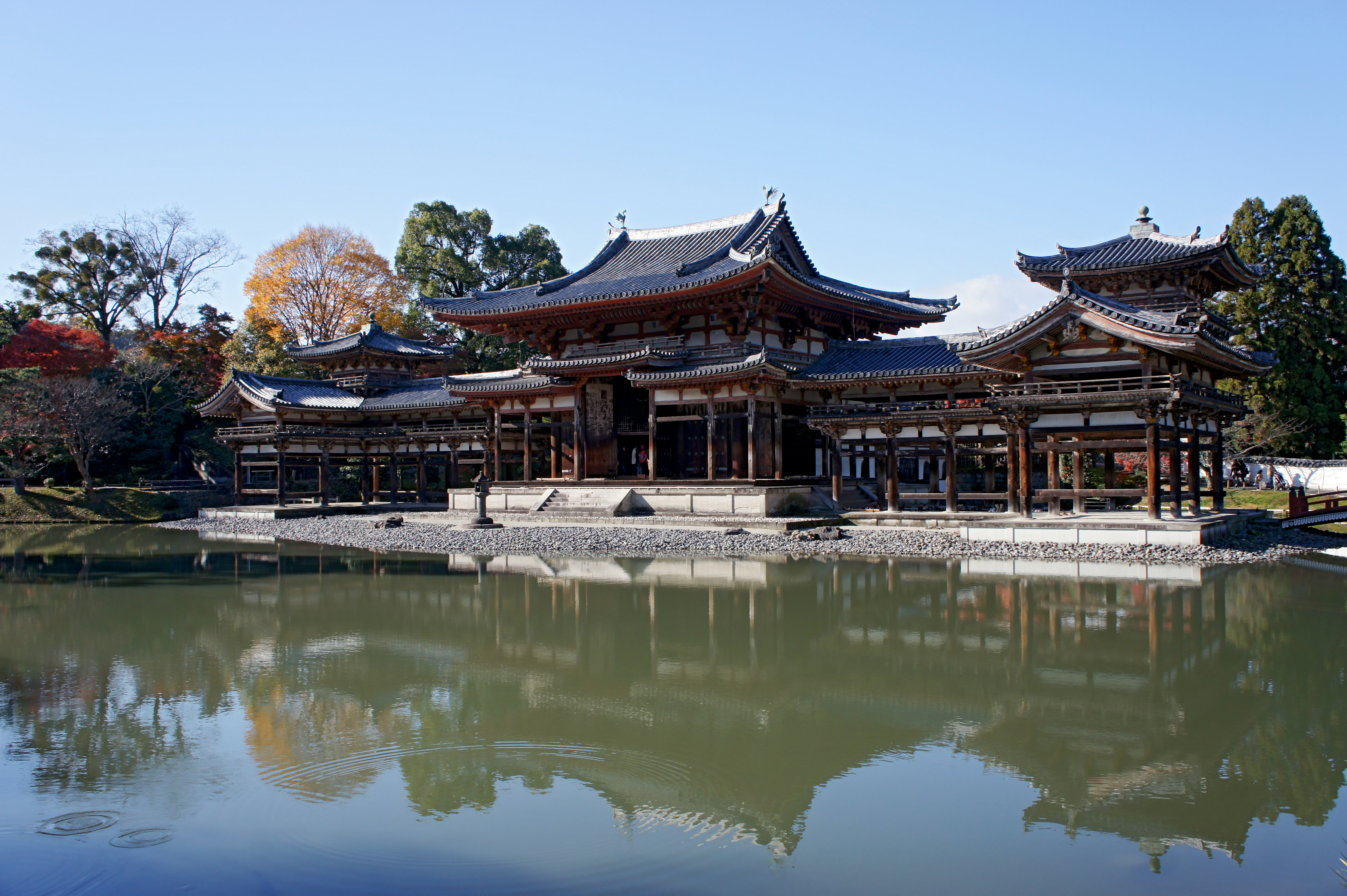
Salón del Fénix de Byōdō-in, construido durante el Período Heian de Japón.

Cuando el emperador Kanmu trasladó la capital a Heian-kyō (Kioto, "la capital Heian"), la cual permaneció como capital imperial durante los 1000 años siguientes, lo hizo no solo para fortalecer la autoridad imperial sino también para mejorar geopolíticamente su sede de gobierno. Kioto tenía un buen acceso fluvial al mar y podía ser destino terrestre para las rutas de las provincias orientales. El período Heian Incipiente (784-967) continuó con la cultura Nara; la capital Heian (Kioto) se modeló a partir de la capital de la dinastía Tang de China en Chang'an, como lo fue Nara, pero a mayor escala. A pesar del decaimiento de las reformas Taika-Taihō, el gobierno imperial fue robusto durante el Período Heian Incipiente. A decir verdad, la renuencia del emperador Kanmu a una reforma drástica disminuyó la intensidad de las luchas políticas, y comenzó a reconocérsele como uno de los emperadores de Japón más enérgicos.
Aunque Kanmu abandonó el reclutamiento universal en 792, él emprendía aún ofensivas militares para subyugar a los emishi, posibles descendientes de los desplazados Jōmon, que habitaron en el norte y oriente de Japón. Después de obtener victorias temporales en 794, Kanmu designó en 797 a un comandante nuevo bajo el título de Seii Taishōgun. Hacia 801 el shogun había derrotado a los emishi y había extendido los dominios imperiales al confín oriental de Honshū. Sin embargo, el control imperial sobre las provincias fue tenue, en el mejor de los casos. En los siglos IX y X, buena parte de la autoridad se perdió en las grandes familias, que desatendieron a los sistemas de gravámenes y de terrenos de estilo chino impuestos por el gobierno de Kioto. La estabilidad llegó al Japón del período Heian, pero, aun cuando la sucesión estaba asegurada por la familia imperial por medio de la herencia, el poder se concentró de nuevo en manos de una familia noble, los Fujiwara.

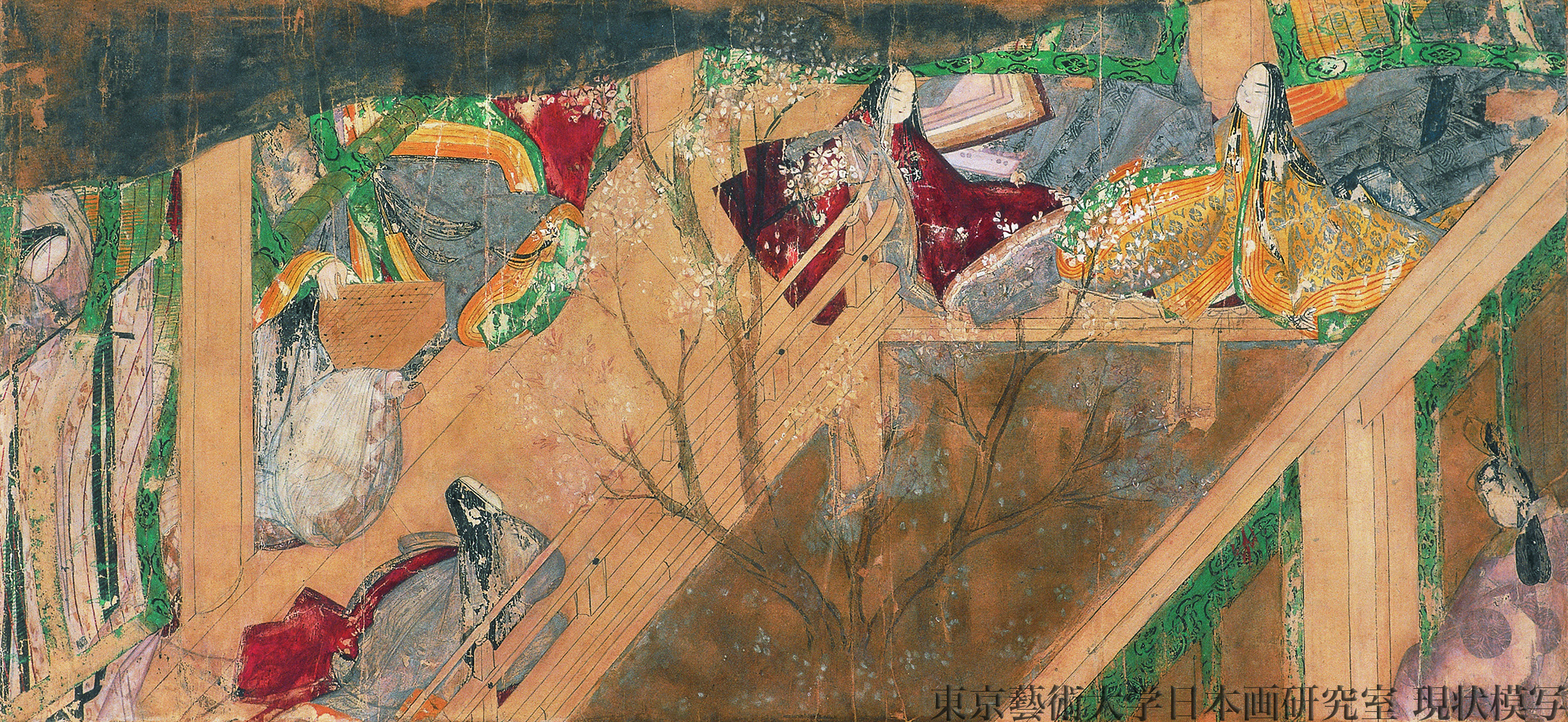
Pintura en un pergamino (alrededor de 1130), ilustrando una escena del "Río de Bambú" capítulo de la Novela de Genji.

Sucediendo a la muerte del emperador Kanmu en 806 y a una lucha por la sucesión entre sus hijos, se establecieron dos oficinas nuevas en un esfuerzo por ajustar la estructura administrativa Taika-Taihō. A través de la nueva Oficina Privada del Emperador, él pudo emitir edictos administrativos más directamente y con mayor seguridad propia que antes. El nuevo Consejo  de Policía Metropolitana reemplazó a las ampliamente ceremoniosas unidades de guardia imperial. A la vez que esas dos oficinas fortalecieron la posición del emperador temporalmente, pronto ellas y otras estructuras de estilo chino fueron pasadas por alto en el estado en desarrollo. La influencia china finalizó efectivamente con la última misión ordenada por el imperio a China de la dinastía Tang en 838. La China de esta dinastía estaba en decadencia, y los budistas chinos fueron perseguidos con severidad, socavando el respeto de los japoneses por las instituciones chinas. Japón comenzó a dar un giro hacia sí mismo.
A medida que el clan Soga había tomado el control del trono en el siglo VI, los Fujiwara establecieron matrimonios con la familia imperial hacia el siglo IX, y uno de sus miembros fue el primer titular de la Oficina Privada del Emperador. Otro Fujiwara se convirtió en regente, sesshō por su nieto, por entonces un emperador menor, y otro más fue designado kanpaku. Hacia el fin del siglo IX, varios emperadores intentaron vigilar a los Fujiwara, pero fallaron. Sin embargo por un tiempo, durante el reinado del emperador Daigo (897-930), la regencia Fujiwara fue suspendida como él ordenó directamente.
No obstante, los Fujiwara no fueron despojados de su clase por Daigo sino que de hecho llegaron a fortalecerse durante su reinado. El control central de Japón continuaba en descenso, y los Fujiwara, junto con otras grandes familias y fundaciones religiosas, adquirieron aún más amplios shōen y mayor riqueza durante el inicio del siglo X. Hacia el período Heian Incipiente, el shōen había obtenido estatus legal, y los amplios establecimientos religiosos procuraron títulos claros de perpetuidad, renuncia de impuestos, e inmunidad a la inspección gubernamental de los shōen que poseían. Estas personas que trabajaban la tierra encontraron ventajoso transferir el título a propietarios de shōen en retribución por compartir la cosecha. La gente y las tierras estuvieron progresivamente más allá del control central y los impuestos, un regreso de facto a las condiciones antes de la Reforma Taika.

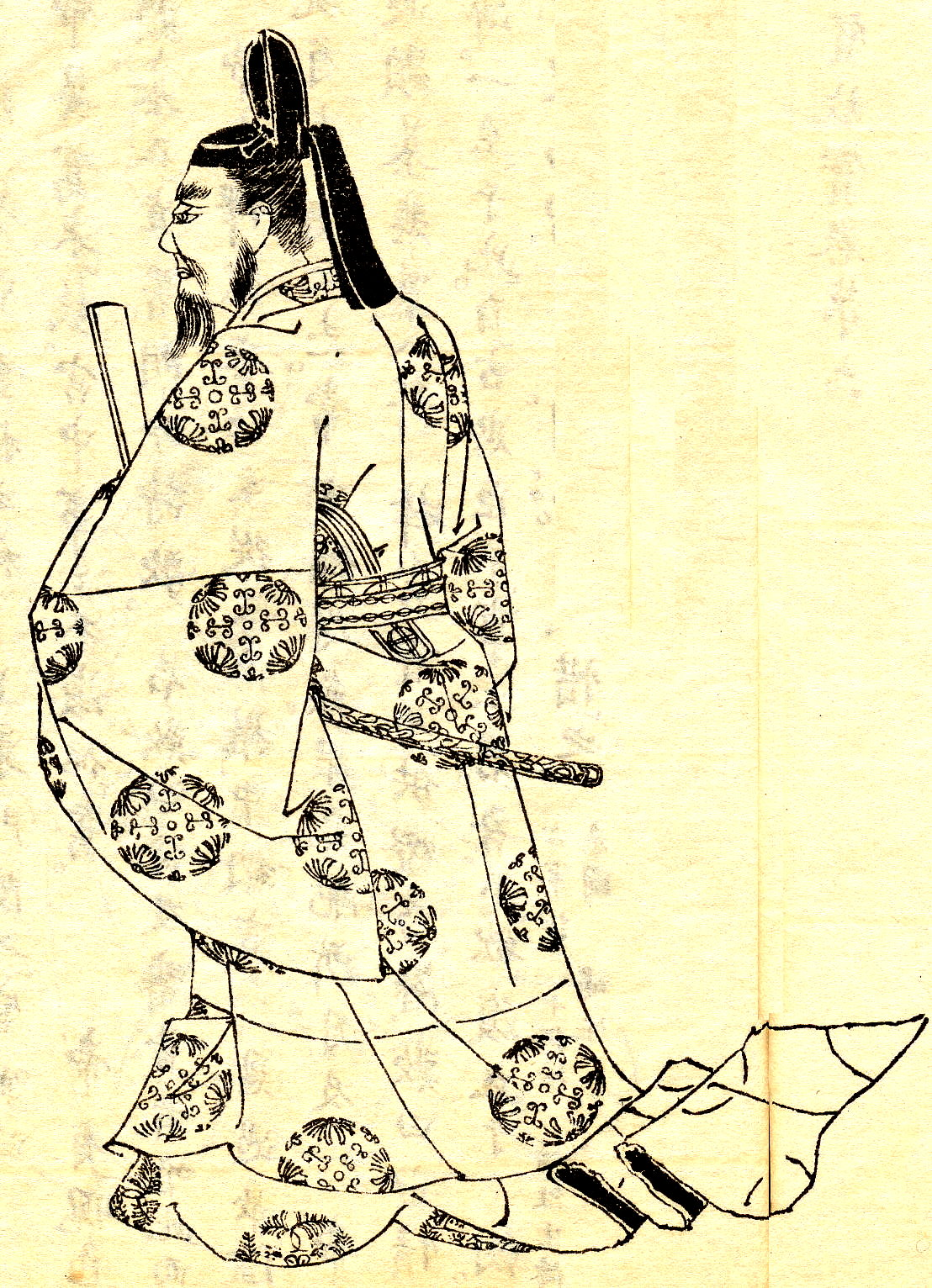
Retrato de Fujiwara Michinaga, por Kikuchi Yōsai.

Dentro de las décadas siguientes al fallecimiento de Daigo, los Fujiwara tenían control absoluto sobre la corte. Hacia el año 1000, Fujiwara no Michinaga podía entronizar y derrocar emperadores a su voluntad. Se dejó poca autoridad a los oficiales tradicionales y los asuntos de gobierno fueron manejados mediante la administración privada de la familia Fujiwara. Los Fujiwara se habían convertido en lo que el historiador George B. Sansom ha llamado "dictadores hereditarios."
A pesar de la usurpación de la autoridad imperial, los Fujiwara gobernaron en un período de florecimiento cultural y artístico en la corte imperial y entre la aristocracia. Hubo gran interés por la grácil poesía y la literatura vernácula. La escritura japonesa había dependido mucho tiempo de los kanji, pero estos ahora eran complementados por los kana, en dos tipos de escritura fonética japonesa: katakana, un invento mnemónico que usa partes de los caracteres chinos, y hiragana, un silabario cursivo con un método de escritura distinto que fue genuinamente japonés.  El hiragana dio expresión escrita a la palabra hablada y, con ella, el auge de la famosa literatura vernácula de Japón, en gran parte escrita por cortesanas que no se les había enseñado en chino como a sus compañeros masculinos. Tres mujeres de finales del siglo X e inicios del siglo XI presentaron sus puntos de vista sobre la vida y el enamoramiento en la corte Heian en "Los Años de la Telaraña" (蜻蛉日記 Kagero nikki) de "la madre de Michitsuna", "El Libro de la Almohada" (Makura no Sōshi) de Sei Shonagon y "La Novela de Genji" de Murasaki Shikibu. El arte autóctono también floreció bajo los Fujiwara después de siglos de imitar las formas chinas. Pinturas del estilo japonés yamato-e vivamente coloridas sobre la vida en la corte e historias sobre templos y santuarios se volvieron comunes en los períodos Heian Medio y Tardío, estableciendo los modelos del arte japonés hasta nuestros días.
Así como floreció la cultura, sucedió igual con la descentralización. Mientras que la primera fase del desarrollo del shōen en el período Heian Incipiente había visto la apertura de tierras nuevas y la concesión del uso de estas a los aristócratas y las instituciones religiosas, la segunda fase vio el crecimiento de los "gobiernos domésticos" patrimoniales, como en el antiguo sistema de clanes. (De hecho, la forma del antiguo sistema de clanes había quedado mucho tiempo intacta dentro del gran gobierno centralizado antiguo.)  Ahora se necesitaban nuevas instituciones de cara a los cambios sociales, económicos y políticos. El Código Taihō caducó, sus instituciones se relegaron a funciones ceremoniales. Las administraciones familiares se volvían ahora instituciones públicas. Siendo la familia más poderosa, los Fujiwara gobernaron Japón y determinaron los asuntos generales de estado, como la sucesión al trono. Los asuntos familiares y de estado fueron completamente mezclados, un patrón seguido entre otras familias, monasterios, e incluso en la familia imperial. La administración de la tierra se convirtió en la ocupación prioritaria de la aristocracia, no tanto debido a que el control directo de la familia imperial o el gobierno central hayan disminuido sino más por la fuerte solidaridad de familia y falta de sentido sobre Japón como una sola nación.

### Auge de la clase militar
Bajo las primeras cortes, cuando el reclutamiento universal se había controlado centralizadamente, los asuntos militares se habían eliminado de las manos de la aristocracia provincial. Pero a medida que el sistema se derrumbó después de 792, los titulares del poder local una vez más se volvieron la fuente primaria de la fuerza militar.  Los propietarios de los shōen tenían acceso a las fuerzas de combate  y, ya que obtuvieron tecnología militar mejorada (tales como los nuevos métodos de entrenamiento, arcos más potentes, armaduras, caballos, y espadas más avanzadas) y enfrentaron condiciones locales en desmejora durante el siglo IX, el servicio militar se convirtió en parte de la vida de los shōen. No obstante esto no se limitó a los shōen sino que también las instituciones civiles y religiosas formaron unidades de guardia privada para su propia protección. Poco a poco, la clase alta provincial se transformaba en una nueva élite militar basada en los ideales de los bushi (en japonés: 武士 "guerrero") o samurái (en japonés: 侍, literalmente, "servidor").
Los intereses de los bushi eran diversos, desde eliminar las antiguas estructuras de poder hasta formar nuevas asociaciones en el siglo X. Los intereses mutuos, los vínculos familiares, y el parentesco fueron consolidados en grupos militares que se volvieron parte de la administración familiar. A su vez, las amplias familias militares regionales se formaron alrededor de miembros de la aristocracia de la corte que se habían convertido en prominentes figuras provinciales. Estas familias militares ganaron prestigio a partir de las conexiones con la corte imperial y los títulos militares concedidos por la corte, y al acceso a las fuerzas de combate. La familia Fujiwara, los clanes Taira y Minamoto figuraron entre las familias más prominentes apoyadas por la nueva clase militar.
La disminución en la producción de alimentos, el crecimiento de la población, y la competencia por recursos entre las grandes familias en total llevaron al decrecimiento gradual del poder de los Fujiwara y originó disturbios militares en la última mitad del siglo X y en el siglo XI. Los miembros de los Fujiwara, Taira, y Minamoto—todas las cuales descendían de la familia imperial—se atacaron mutuamente, reclamando control sobre extensos tramos de tierra conquistada, conformaron regímenes rivales, e interrumpieron la paz de la Tierra del Sol Naciente.
Los Fujiwara controlaron el trono hasta el reinado del emperador Go-Sanjō (1068-1073), el primer emperador que no nació de una madre Fujiwara desde el siglo IX. El emperador Go-Sanjō resolvió restaurar el control imperial mediante un gobierno fuertemente personal, implementó reformas para reprimir la influencia de los Fujiwara. También estableció una oficina para recopilar y validar los registros de bienes inmuebles con el fin de reafirmar el control central. Muchos shōen no fueron certificados apropiadamente, y los grandes terratenientes, como los Fujiwara, se sintieron amenazados con la pérdida de sus tierras. El emperador Go-Sanjō también estableció el Inchō, u Oficina del Emperador en Claustro, que fue sostenida por una sucesión de emperadores que abdicaron para dedicarse al gobierno "tras bastidores", o insei ("gobierno en claustro").
El Inchō llenó el vacío dejado por la disminución del poder de los Fujiwara. En vez de ser proscritos, los Fujiwara fueron en su mayoría ratificados en sus antiguas posiciones de dictador civil y de ministro del centro a medida que eran reemplazados  en la toma de decisiones. A su vez, muchos de los Fujiwara fueron reemplazados, principalmente por miembros de la familia Minamoto en auge. Mientras que los Fujiwara cayeron en disputas entre ellos mismos y formaron facciones al norte y al sur, el sistema insei permitió que la línea paterna de la familia imperial ganara influencia en el trono. El período desde 1086 hasta 1156 fue la época de supremacía del Inchō y del ascenso de la clase militar en todo el país. El gobierno fue dominado más por el poder militar que por la autoridad civil.

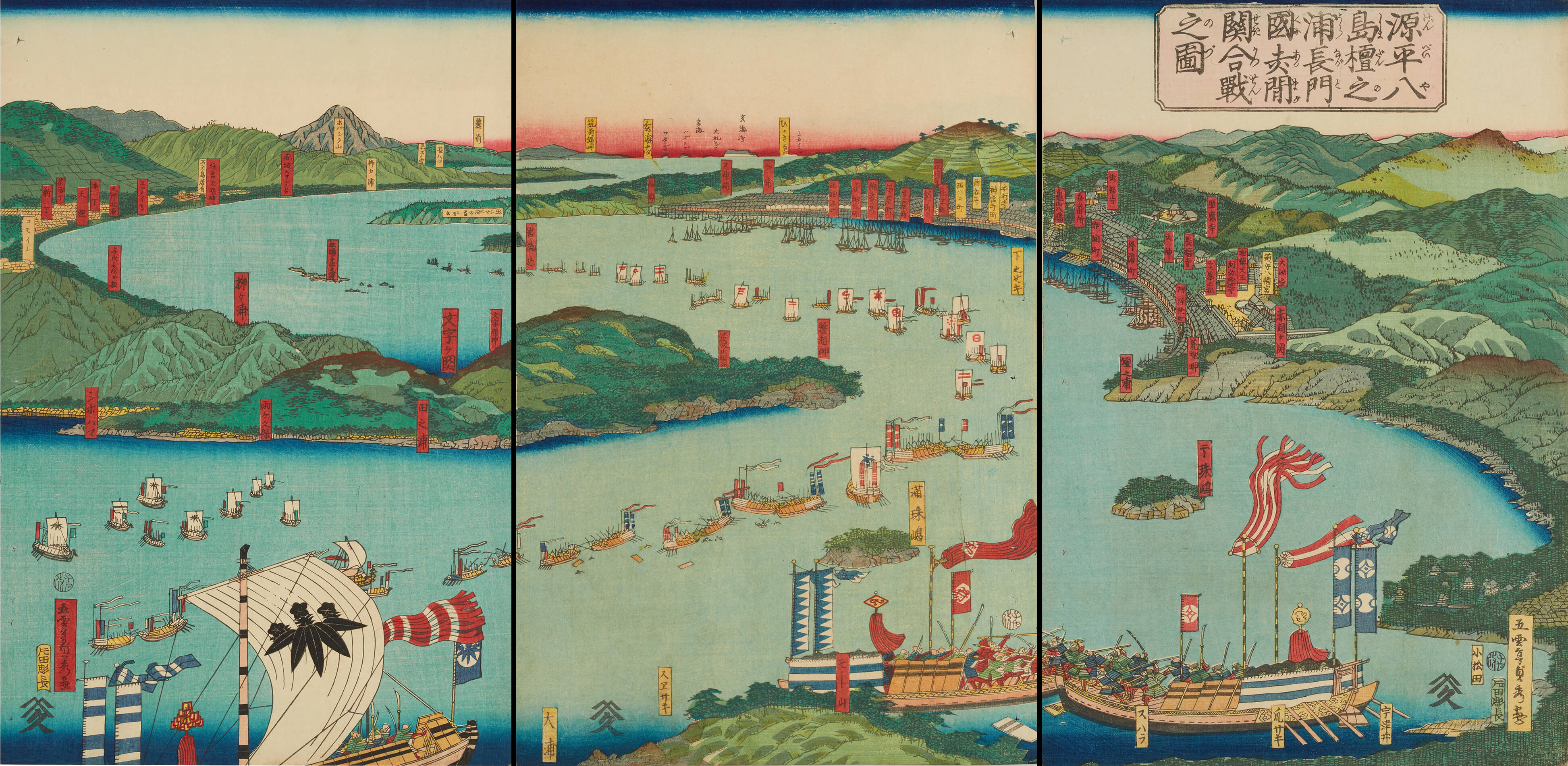
Pintura de la Batalla de Dan-no-ura el 25 de abril de 1185, Guerra de Genpei.

Una lucha por la sucesión a mediados del siglo XII dio a los Fujiwara una oportunidad de recuperar su poder anterior. Fujiwara no Yorinaga se unió con el emperador en retiro en una batalla violenta en 1156 contra el aparente heredero, quien era apoyado por los Taira y por los Minamoto (Rebelión Hōgen). Los Fujiwara fueron destruidos al final, el antiguo sistema de gobierno fue suplantado, y el sistema insei inhabilitado en cuanto los bushi tomaron control de los asuntos de la corte, marcando un punto de giro en la historia japonesa. En 1159, los Taira y los Minamoto chocaron (Rebelión Heiji), y comenzó un período de veinte años de ascenso de los Taira. Los Taira fueron seducidos por la vida cortesana e desconocieron los problemas en las provincias. Finalmente, Minamoto no Yoritomo se levantó de su cuartel general en la región de Kantō para derrotar a los Taira, y con ellos al emperador niño, emperador Antoku que ellos controlaban, en la Guerra de Genpei.

## Cultura Heian

### Desarrollo del budismo

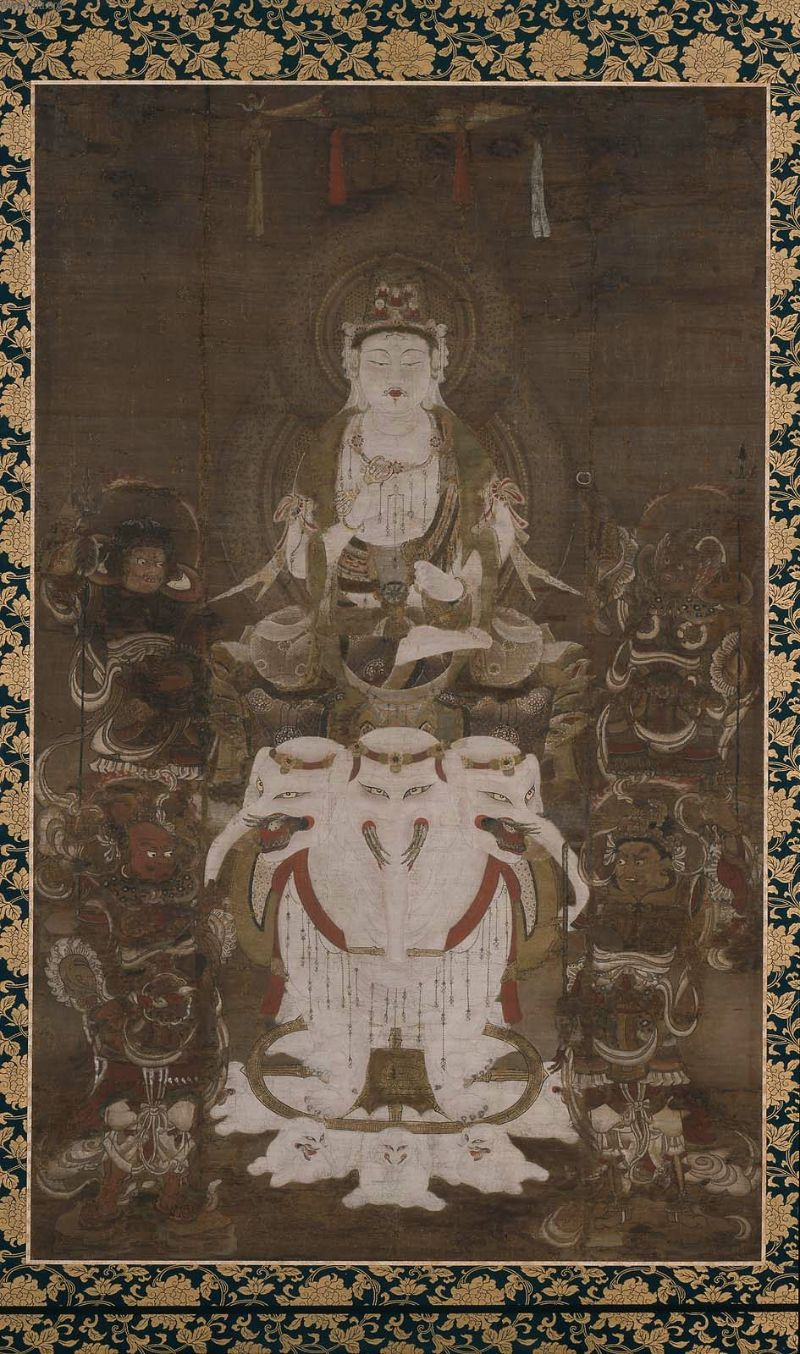
Bodhisattva de la Virtud Universal que Prolonga la Vida, pintura en seda del, período Heian Tardío.

El budismo comenzó a aflorar en Japón durante el período Heian, principalmente por dos sectas esotéricas, la del Tiantai 天台 (llamada en japonés Tendaishū), cordillera china cuyo nombre significa "Terraza Divina" y el Shingon. Tendai se originó en China y está basada en el Sutra del Loto, uno de los sutras más importantes del budismo majaiana. Shingon es una secta indígena muy cercana al budismo  indio, al tibetano, y al chino, pensamiento fundado por Kūkai. Kūkai impresionó a los emperadores que sucedieron al emperador Kanmu, y también a generaciones de japoneses, no solo con su santidad sino también con su poesía, caligrafía, pintura y escultura. El mismo Kanmu fue un notable líder de la foránea secta Tendai, que se elevó hacia un gran poder por los siglos siguientes. Se desarrolló una relación cercana entre el complejo del monasterio Tendai sobre el monte Hiei y la corte imperial en su nueva capital en la base de la montaña. Como consecuencia, Tendai enfatizó una gran reverencia por el emperador y la nación.

### Literatura del período Heian
Aunque el chino escrito (Kanbun) permaneció como la lengua oficial de la corte del Período Heian, la introducción y amplio uso del  kana evidenció una explosión en la literatura japonesa.  A pesar del establecimiento de varios géneros literarios nuevos como la novela, la narración monogatari (物語) y los ensayos, el alfabetismo solo era común en la corte y el clero budista.
La letra del actual himno nacional de Japón, Kimi ga Yo (君が代), fue escrita en el período Heian. Igual que la Novela de Genji (源氏物語 Genji Monogatari) por Murasaki Shikibu, ampliamente considerada a veces la primera novela escrita de la historia mundial.  Las reveladoras observaciones y meditaciones de Sei Shōnagon, la contemporánea y rival de Murasaki Shikibu, como sirviente en la corte de la emperatriz fueron registradas colectivamente como El Libro de la Almohada (枕草子 Makura no Sōshi) en la década de 990.  El famoso poema japonés conocido como Iroha (いろは) también fue escrito durante el período Heian.

### Belleza
Durante el período Heian, la belleza era lo que le hacía a uno "buena" persona, no la gentileza ni la honradez.
En los hombres la belleza consistía en una barba corta y puntiaguda.
En las mujeres, era mucho más complicado, y tenían que:
- empolvarse de blanco sus caras
- empolvarse con una pizca de rojo las mejillas
- pintarse finamente los labios de rojo (creando la sensación de una pequeña boca: ochobo)
- pintarse cejas altas en el centro de la frente
- lucir una larga melena negra y brillante

Ambos sexos ennegrecían cuidadosamente sus dientes con una mezcla de hierbas y vinagre, costumbre conocida como ohaguro.

## Economía
Mientras que por un lado el período Heian fue en verdad un inusual período largo de paz, también se puede argumentar que este período debilitó económicamente a Japón y lo llevó a la pobreza para la mayoría de sus habitantes. Los beneficiarios aristocráticos de la cultura Heian, los Yokibito (que significa "Gente Buena") sumaron cerca de cinco mil en un territorio de quizá cinco millones. Una razón por la que los samuráis pudieran llegar al poder fue que la nobleza gobernante demostró ser incompetente en la administración de Japón y de sus provincias. Hacia el año 1000 el gobierno ya no sabía cómo emitir moneda y el dinero desaparecía gradualmente. La falta de un sólido medio de intercambio económico está ilustrada implícitamente en las novelas de la época. Por ejemplo, se remuneraba a los mensajeros con objetos útiles, como un viejo kimono de seda, en preferencia a pagárseles sus honorarios. Los gobernantes Fujiwara además fallaron en mantener fuerzas policiales apropiadas, que permitieron a los asaltantes agobiar libremente a los viajeros. De nuevo esto está ilustrado implícitamente en las novelas por el terror que inspiraba el viaje nocturno en los personajes principales.

## Eventos
- 784: el emperador Kanmu traslada la capital a Nagaoka-kyō (Kioto).
- 794: el Emperador Kanmu traslada la capital a Heian-kyō (Kioto).
- 804: el monje budista Saichō (Dengyo Daishi) introduce la escuela Tendai.
- 806: el monje Kūkai (Kōbō Daishi) introduce la escuela (tántrica) Shingon.
- 819: Kūkai funda el monasterio del Monte Koya, en la parte nororiental de la actual Prefectura de Wakayama.
- 858: el emperador Seiwa inaugura el gobierno del clan Fujiwara.
- 1050: auge de la clase militar (samurái).
- 1053: el Byōdō-in (templo Byōdō, cerca de Kioto) es inaugurado por el emperador regente (sesshō) Fujiwara no Yorimichi.
- 1068: el emperador Go-Sanjō expulsa al clan Fujiwara.
- 1087: el emperador Shirakawa abdica y se convierte en monje budista, el primero de los "emperadores de claustro" (insei).
- 1156: Taira Kiyomori derrota al clan Minamoto y toma el poder, finalizando la época "insei".
- 1185: Taira es vencido (Guerra de Genpei) y Minamoto Yoritomo del clan Hōjō toma el poder, convirtiéndose en el primer shogún de Japón, mientras que el emperador (o "mikado") se convierte en jefe nominal.
- 1191: el budismo Rinzai Zen es introducido a Japón por el monje Eisai de Kamakura y llega a ser popular entre los samuráis, la clase dirigente en la sociedad japonesa.